# Vallonia declivis
Vallonia declivis is een slakkensoort uit de familie van de Valloniidae. De wetenschappelijke naam van de soort is voor het eerst geldig gepubliceerd in 1893 door Sterki.